# Fabiana Vilar
Fabiana Vilar Rodrigues (Várzea Alegre, 18 de setembro de 1986), é deputada estadual eleita pelo estado do Maranhão, é filiada ao Partido Liberal (PL).
Foi secretária de Estado de Agricultura, Pecuária e Pesca (Sagrima) entre 2019 a 2020. 
Foi candidata ao cargo de vice-prefeita de São Luís (MA) pelo PL, nas eleições municipais de 2020, compondo chapa com o deputado estadual Duarte Júnior (PCdoB).
Foi eleita deputada estadual nas eleições de 2022, com 55.314 votos.
É sobrinha do deputado federal Josimar Maranhãozinho.